# Аль-Барід (стадіон)
Стадіон «Аль-Барід» — футбольний стадіон, розташований у місті Рабат, Марокко. Це домашній стадіон футбольної команди «Юніон Туарга Спортс». Він буде одним зі стадіонів, що прийматимуть Кубок африканських націй 2025 року.
Стадіон побудований відповідно до вимог ФІФА і має загальну місткість 18 500 місць. Він має дах, що захищає від дощу та сонця. Є секції для VVIP-доступу гравців, а західна сторона призначена для VIP-гостей, журналістів, адміністрації стадіону, а також для медичних служб.